# Bipiràmide quadrada allargada
En geometria, la bipiràmide quadrada allargada és un dels noranta-dos sòlids de Johnson (J15).
Es pot obtenir allargant un octàedre inserint un cub entre les seves meitats congruents. D'aquí ve el seu nom en considerar l'octàedre equivalent a una bipiràmide de base quadrada.
El cristall de zircó és un exemple de bipiràmide quadrada allargada.
El seu dual és la bipiràmide quadrada truncada.
Els 92 sòlids de Johnson van ser descrits 1966 per Norman Johnson i els va numerar. No va demostrar que no n'existia més que 92, però va conjecturar que no n'hi havia d'altres. Victor Zalgaller el 1969 va demostrar que la llista de Johnson era completa. S'utilitzen els noms i l'ordre donats per Johnson, i se'ls nota Jxx on xx és el nombre donat per Jonson.

## Desenvolupament pla

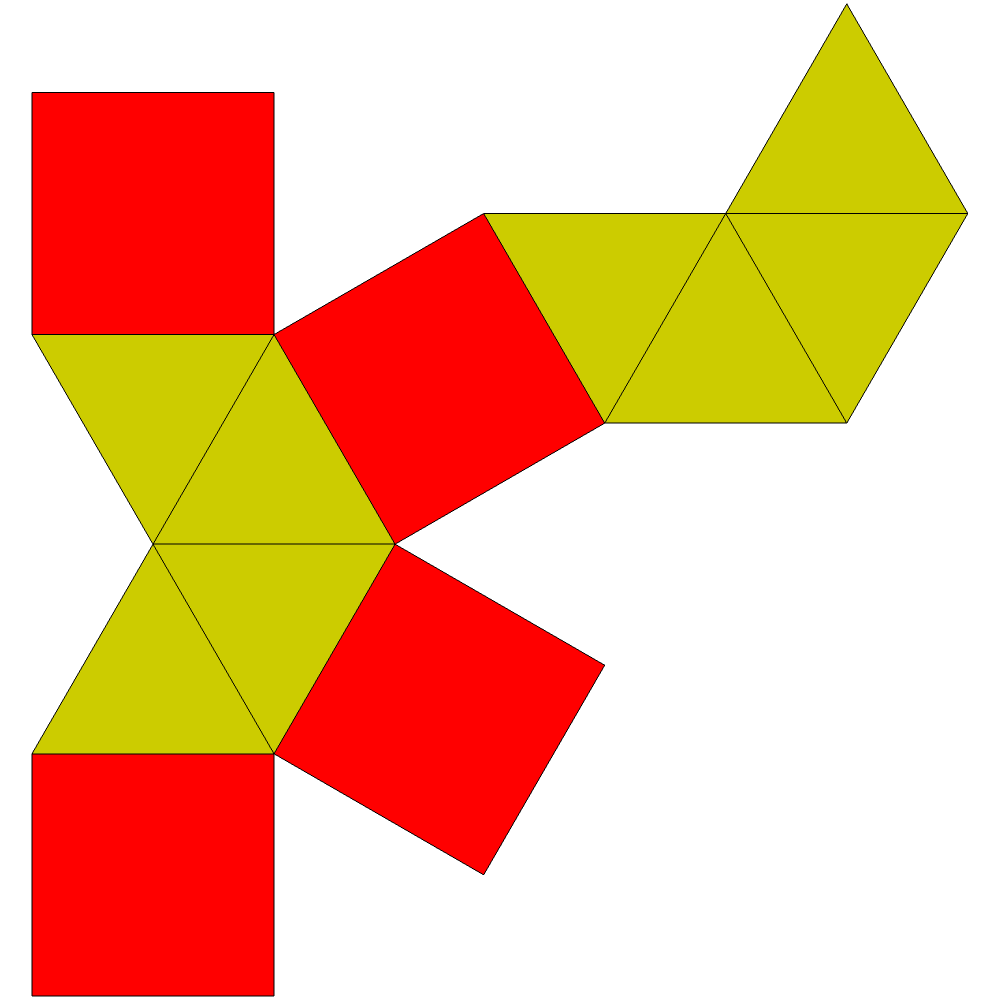
Desenvolupament pla de la bipiràmide quadrada allargada

## Fórmules
Fórmules de l'altura ({\displaystyle H}), àrea ({\displaystyle A}) i volum ({\displaystyle V}) de la bipiràmide quadrada allargada amb cares regulars (sòlid de Johnson) i arestes de longitud {\displaystyle L}:
{\displaystyle H=L\cdot \left(1+{\sqrt {2}}\right)\approx L\cdot 2.414213562}
{\displaystyle A=L^{2}\cdot \left(4+2{\sqrt {3}}\right)\approx L^{2}\cdot 7.464101615}
{\displaystyle V=L^{3}\cdot \left(1+{\frac {\sqrt {2}}{3}}\right)\approx L^{3}\cdot 1.471404521}

## Políedre dual
El dual de la bipiràmide quadrada allargada té 10 cares: 8 trapezoïdals i 2 quadrades.
| Dua | Desenvolupament |
| --- | --------------- |
|     |                 |